# Sélino

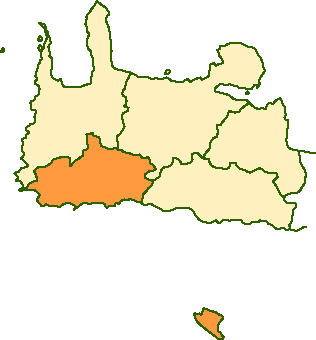
Province de Sélino

Sélino (en grec: Σέλινο) est une province de Crète, en Grèce, située dans la partie sud-ouest de l'île. Située au pied des Montagnes blanches dans le nome de la Canée, cette région aride a été pendant longtemps difficile d'accès. L'île de Gavdos appartient également à cette région.
Le nom de Sélino viendrait du nom vénitien de la ville de Paleóchora qui était Kastello Selino. Paleóchora et Kándanos sont les deux principales villes de la province de Sélino.